# Eulophonotus stephania
Eulophonotus stephania is een vlinder uit de familie houtboorders (Cossidae). De wetenschappelijke naam van deze soort werd voor het eerst geldig gepubliceerd in 1887 door Druce.
De soort komt voor in tropisch Afrika.